# Iana (riu)
|  | Per a altres significats, vegeu «Iana». |

El Iana - Яна (rus) - és un riu de la República de Sakhà de Rússia, està situat entre el riu Lena a l'oest i el Indiguirka a l'est. Té 872 km de llargada. El riu neix a la confluència dels rius Sartang i Dulgalakh. Desemboca a la badia de Iana al Mar de Làptev on forma un gran delta de 10.200 km², a l'est hi ha l'illa Iarok. Els principals afluents del Iana són: Aditxa, Oldjo, Abirabit i Bitantai. Verkhoiansk, Batagai, Ust-Kuiga, Nijneiansk són els principals ports fluvials del Iana.
La seva conca de drenatge abasta 238.000 km², i descarrega anualment uns 25 km³ d'aigua. La majoria de la seva descàrrega és entre maig i juny quan es trenca el gel del riu. El riu Iana es glaça el mes d'octubre i roman gelat fins a finals de maig principi de juny.
Hi ha uns 40.000 llacs a la conca del riu Iana incloent llacs alpins a les muntanyes de Verkhoiansk (ja que les terres baixes eren massa seques per tenir glaciacions). Tota la conca del Iana està amb permagel i en la majoria hi ha larixs que són arbres coníferes caducifolies i els més adaptats al clima ultracontinental de la zona. Més al nord dels 70° N hi ha la tundra però els arbres arriben fins al delta en llocs amb microclima més càlid.